# Peter H. Smith
Peter Hopkinson Smith (17 de enero de 1940), es un profesor e historiador estadounidense. Profesor emérito de Ciencia Política y Estudios Latinoamericanos en la UCSD (Universidad de California en San Diego). Está especializado en política comparada, políticas latinoamericanas y relaciones interamericanas.
Según la Universidad de Denver, «es ampliamente considerado como el principal experto en las relaciones entre Estados Unidos y América Latina».
En 2013 recibió el Premio Kalman Silvert de la Asociación de Estudios Latinoamericanos en reconocimiento a sus contribuciones en el campo.

## Datos académicos y trayectoria
Graduado magna cum-laude en la Universidad de Harvard, recibió el doctorado en la Universidad de Columbia en 1966. Trabajó como profesor en el Dartmouth College, en la Universidad de Wisconsin-Madison y en el Instituto Tecnológico de Massachusetts.
Ha sido consultor de la Fundación Ford (1984-89, 1991) y otras instituciones. También se desempeñó como codirector de la Comisión Bilateral sobre el Futuro de las Relaciones México-Estados Unidos y de la Comisión Interamericana sobre Política de Drogas. En 1981 fue presidente de la Asociación de Estudios Latinoamericanos. 
De 1989 a 2001 se desempeñó como Director del Centro de Estudios Ibéricos e Iberoamericanos de la UCSD, y de 1994 a 2001 fue el director de Estudios Latinoamericanos. Durante esta etapa logró recaudar aproximadamente 3 millones de dólares en fondos externos, con los que desarrolló proyectos colaborativos de investigación y estableció la UCSD como Centro Nacional de Recursos para Estudios Latinoamericanos.

## Obras en castellano
Sus publicaciones incluyen más de veinte libros y aproximadamente otros cien capítulos de libros y artículos de revistas. Entre sus obras traducidas al castellano destacan: Estados Unidos y América Latina: Hegemonía y Resistencia (2010), La democracia en América Latina (2009) y Los laberintos del poder: El reclutamiento de las élites políticas en México, 1900-1971 (1982).
También es coautor, junto a Thomas E. Skidmore, de la reconocida Historia Contemporánea de América Latina: América Latina en el siglo XX (1996), actualmente en su octava edición.